# 스타일그랩
스타일그랩(Style Grab)은 2018년 11월 16일에 런칭된 블록체인기반 인공지능 스타일링 서비스이다. '인공지능 알고리즘'과 '데이터 큐레이션'을 통해 소비자의 취향을 분석하고, 패션 전문가의 감성을 더하여 소비자에게 가장 잘 어울리는 스타일링을 제안해주는 패션샵이다. 현재 국내외 1,000여개의 브랜드와 제휴를 맺고 있으며, 착용해본 후에 원하는 제품만 구매하는 신개념 쇼핑 플랫폼이다.

## 사업 분야
스타일그랩은 의류 판매업 분야에서 폭발적으로 성장하고 있는 기업이다. 최근 들어 패션에 관심이 많아진 대중들이 늘어나면서 패션 시장은 굉장히 활발해졌고 눈에 띄게 성장하고 있다.  스타일그랩은 이러한 패션 시장에서 AI를 투입함으로써 데이터를 활용하고, 트렌디한 스타일링을 발전시키는 데 기여했다. 디자이너들은 AI가 선별한 코디를 활용하여 소비자들에게 보낼 아이템을 최종적으로 결정한다. 또한 고객의 선호도에 관련한 데이터를 수집하여 스타일링 적중도를 높이고 고객 니즈에 맞는 제품을 제공하기 위해 많은 노력을 하고 있다는 점에서 다른 쇼핑몰들과 비교된다.

## 역사
스타일그랩은 2018년 11월 16일에 정식 런칭되었고, 오픈베타 형식으로 서비스를 시작하였다. 초기에 전산 작업 및 배송 시스템 안정화를 위한 조정 기간이 2개월 정도 소요되어 본격적인 운영은 2019년 1월 구정 즈음부터 이뤄지기 시작했다고 한다. 2019년 1월에 사이트 회원수 650명을 돌파하였고, 2019년 5월 23일 기준으로 7,649명이 스타일그랩 사이트에 가입되어 있다. 홍강식 대표는 현재는 국내 브랜드들과 제휴하여 고객들에게 제품을 제공하고 있으나, 기업 규모가 성장하면 '의류 자체 생산'을 통한 유통비 절감 및 품질 향상을 이뤄낼 것이라고 밝혔다.

## 주요 서비스

### 회원가입 과정에서 고객 스타일 파악
스타일그랩 공식 사이트에 접속하여 회원가입을 완료하면, '스타일 프로파일 작성하기'라는 탭으로 넘어간다. 이 과정에서 설문조사와 같은 형식을 통해 고객의 스타일을 파악한다. 프로필 작성은 약 5~10분 정도 소요된다. 특이한 점은 5단계로 나뉘어 있는 프로파일을 각 단계별로 완료할 때마다 2,000원의 적립금을 지급한다는 점이다. 모든 단계를 완료하면 10,000원의 적립금을 사이트 측에서 지급해준다. 또한 프로파일을 작성하면 데이터 큐레이션 기반으로 최신 스타일링을 추천해주며, 스타일링 신청을 할 수 있다.

### 선배송 후결제 시스템
스타일링 신청을 하기 위해서는 먼저 주문자의 배송지 및 이메일, 전화번호 등 개인정보를 필기해야 한다. 스타일그랩의 특징은 사이트 내에서 제품을 보며 아이쇼핑을 하는 일반적인 쇼핑몰과는 다르게 먼저 '스타일링 신청'을 하여 물품을 배송받는다. 그리고 배송받은 후 옷을 입어보고, 마음에 들면 구매를 결정하는 방식이다. 마음에 드는 옷은 결제하고 원하지 않는 제품은 반품처리를 할 수 있다. 소비자들 입장에서는 이러한 시스템이 신박하게 느껴질 것이며 호불호가 많이 갈릴 것으로 보인다. 또한 매뉴얼 상으로는 결제하기 이전에 제품을 입고 외출하는 것을 금지해달라고 하지만, 이를 지키는지에 대한 여부를 알 수 없다는 것 또한 회사 측에서 감당해야 되는 부분인 듯하다. 실제로 이와 관련된 여러 가지 문제들이 발생했지만, 처음 이 정책을 시행했을 때부터 감안할 각오를 하며 사이트를 운영했다고 한다.

### 반품 시스템
제품 수령일로부터 3일 이내에 반품이 가능하다고 한다. 3일 동안 집에서 착용해보면서 구매를 결정하고, 마음에 들지 않는 옷은 반품한다. 반품할 옷은 배송받았을 당시 그대로 포장해뒀다가 택배사 방문 시에 전달하면 된다. 신기한 점은 기존의 반품 시스템은 고객이 직접 택배사에 요청해서 전달하는 방식인데, 스타일그랩의 경우에는 택배사에 별도로 접수할 필요가 없다고 한다. 소비자의 편의를 위한다는 점에서 인상이 깊다. 만일 회사 측 택배사인 CJ대한통운을 이용하지 않고 다른 택배사를 이용하여 반품 처리를 진행하고자 할 경우, 택배 비용은 소비자 측에서 지불해야 한다고 한다. 현재 스타일그랩의 반품율은 약 65%인데, 초기 90%의 반품율에 비해 많이 줄어들었다. 스타일그랩의 모티브 기업인 스티치픽스의 경우 현재 반품율이 20%에 그친다. 다양한 데이터를 확보함으로써 고객 니즈에 적합한 제품을 보낼 수 있는 역량을 갖추게 되었고, 그 결과로 고객만족도의 상승과 반품율의 하락으로 이어질 수 있었다. 스타일그랩도 현재 다량의 빅데이터를 저장하여 고객 만족도를 높이기 위해 노력하고 있다.

### 할인 혜택
구매하는 제품이 많을수록 할인율이 높아지는 형식이다. 2019년 5월 현재 스타일그랩의 할인 정책은 3개 제품 구매시 30% 할인, 4개 제품 구매시 40% 할인을 받을 수 있다고 소개하고 있다. 이러한 할인 혜택은 유통구조 간소화 및 AI 활용을 통해 얻어낸 비용 절감을 바탕으로 이뤄진다. 절감한 비용을 다시 고객에게 투자하여 적극적으로 마케팅을 하고 있는 것이다.

## 기업 문화

### AI와의 협업
인공지능 및 빅데이터를 기반으로 제공된 패션 큐레이션에 대해 디자이너가 최종적으로 판단하여 제품을 선별하는 방식으로 업무가 진행된다. 디자이너는 현재의 패션 트렌드를 반영하고 개인의 신체적 특성 및 제품의 가성비를 고려하여 제품을 선별한다. 이러한 점에서 AI와 인간 디자이너의 적절한 공존 관계가 스타일그랩에서 형성되고 있다. AI는 빅데이터에서 패턴을 찾아내서 분류하는 일이나 반복적인 과업, 학습 데이터를 이용하여 문제 해결하는 등의 일에 인간보다 능숙하지만, 학습 데이터가 적은 영역이나 직관적으로 판단해야 되는 문제에는 취약하기 때문에 디자이너의 영감과 주관적 판단이 중요한 요소로 작용한다고 한다.

### 조직 문화
인재 채용 과정에서 학력 및 스펙을 보지 않으며 개인과 직무적합성을 중요시 여기는 점이 특징이다. 또한 직원들의 성과 상승 및 동기부여를 위해 여가활동 등의 활동들을 통한 조직원들과의 소통을 중요시 여긴다. 기업의 슬로건은 '삽질하지 말자!'이며, 보고서 제출이나 프레젠테이션을 될 수 있으면 하지 않는다고 한다. 의사결정 구조를 간소화시켜 업무 효율성을 증진시키기 위함이다. 평등하고 공정한 조직문화를 형성하기 위해 노력하고 있으며 주 타겟 연령인 20대 고객들의 트렌드에 따라가기 위해 조직 분위기를 조정한다고 한다.

## 기업 매출 및 성장
현재까지 월 평균 매출액은 1,000~2,000만원 사이이다. 2020년까지 연 매출 150억을 목표로 두고 전진하고 있다.
또한 2019년 5월 기준, 사이트 회원수는 7,649명이다. 회원의 대다수가 20대이며, 성별 비율은 여성 회원이 70%, 남성 회원이 30%인데, 구매율은 남성 회원이 여성 회원에 비해 월등히 높다.
2019년 1월 기준 650명이었던 것을 감안하면, 굉장히 빠른 속도로 성장하고 있음을 알 수 있으며, 인스타그램 등 SNS 바이럴 마케팅을 활용하여 고객을 확보하고 있다.
홍강식 대표는 이에 대해 "스타일그랩의 비즈니스 모델이 현재 패션 시장에서 고객들이 원하는 니즈와 적합하여 기업 성장에 큰 도움이 되는 것 같다"고 밝혔다.

## 모바일 애플리케이션

### 현재 개발중
2019년 6월 말에 서비스 개시를 목표로 하고 있다. PC버전과 가입 절차가 미세하게 차이가 있으며, 자신의 스타일링을 카메라로 촬영하고 파일을 첨부하여 어플에 전송하면 회사 측에서 고객이 원하는 스타일링을 제안해주는 기능을 추가하였다.

## 모티브 기업

### 스티치픽스
스타일그랩은 한국형 '스티치픽스'라고도 불린다. '스티치픽스'는 패션 업계의 넷플릭스로 호칭될 정도로 방대한 정보와 데이터를 활용하여 고객들에게 맞춤형 서비스를 제공한다. 스타일그랩이 바로 여기서 벤치마킹을 한 것이다. 스티치픽스는 2011년 2월에 미국 캘리포니아에서 창립된 회사이며, 미국 나스닥에 상장되어 있다. 고객맞춤 알고리즘을 바탕으로 성공적으로 운영되고 있으며, 현재 1조 원의 매출을 올리고 있다. 영화 인턴의 실제 모델로도 유명한 회사이다.

### 넷플릭스
빅데이터 기반 서비스 제공은 넷플릭스의 사례를 벤치마킹하였다. 넷플릭스는 세계적인 인터넷 엔터테인먼트 서비스 선도 기업이다.